# SoundBreaking
SoundBreaking es un documental de sonido publicado en 2016, en España emitido por el canal Odisea. Este documental narra a lo largo de 8 episodios distintas facetas que han influido en el desarrollo de la música a nivel internacional. Explica que técnicas, sucesos y tendencias han marcado el camino a seguir de la escena musical a nivel mundial generando lo que vivimos hoy en día. La aparición de la grabación multipista, la creatividad de músicos y productores, los amplificadores o la MTV son elementos clave, según los propios artistas. En cada capítulo se trata una temática específica de alguno de estos aspectos: 
- Capítulo 1: El arte de grabar
Técnicos de sonido, destreza creativa y técnica, su labor no era sólo la de trabajar con el músico, también la de entenderlo y comprender lo que éste quería expresar.
- Capítulo 2: Pintar con sonido
Los artistas decidieron utilizar las herramientas que proporcionaba el estudio de grabación, no sólo para plasmar la música que tocaban, también para crear nuevos sonidos, ritmos, etc.
- Capítulo 3: El instrumento humano
Un repaso por todas las grandes voces de la historia musical y su influencia posterior en el resto de artistas.
- Capítulo 4: Electrificados
Los amplificadores de guitarra marcaron un antes y un después de cómo los artistas se iban a desenvolver con este instrumento.
- Capítulo 5: El ritmo
Música disco, Sábado noche, discotecas y fiesta. La diferencia entre la música para personas y para las masas.
- Capítulo 6: El arte del sampleo
Crear canciones a partir de otras canciones. Cómo los artistas del Hip Hop explotaron este método y sus controversias legales.
- Capítulo 7: Sonido y visión
Un nuevo concepto, VideoClip, la MTV hizo que la gente no sólo escuchase la música, también la veía.
- Capítulo 8: Soy mi música
Vinilo, Casete, CD, Mp3 y Streaming han influido directamente en la manera de hacer música al marcar cada formato un antes y un después en la manera que las personas consumen música.

Estreno (España) en TV: mayo de 2016
Estreno (España) en DVD: noviembre de 2016